# 活水乡 (中方县)
活水乡，是中华人民共和国湖南省怀化市中方县下辖的一个乡镇级行政单位。

## 行政区划
活水乡下辖以下地区：
霞景村、王家村、龙星村、龙盘村、苏村和宝山村。